# Sangrur
Sangrur es una ciudad de la India, centro administrativo del distrito de Sangrur, en el estado de Punyab.

## Geografía
Se encuentra a una altitud de 237 m s. n. m. a 130 km de la capital estatal, Chandigarh, en la zona horaria UTC +5:30.

## Demografía
Según estimación 2010 contaba con una población de 100 611 habitantes.